# Mojanovići
Mojanovići är en ort i Montenegro. Den ligger i den södra delen av landet, 12 km söder om huvudstaden Podgorica. Mojanovići ligger 11 meter över havet och antalet invånare är 1 203.
Terrängen runt Mojanovići är platt åt sydost, men åt nordväst är den kuperad.  Trakten runt Mojanovići är nära nog obefolkad, med mindre än två invånare per kvadratkilometer. Närmaste större samhälle är Podgorica, 11,6 km norr om Mojanovići. I omgivningarna runt Mojanovići växer i huvudsak blandskog.